# Zamiechów
Zamiechów – wieś w Polsce położona w województwie podkarpackim, w powiecie jarosławskim, w gminie Chłopice.
| SIMC    | Nazwa       | Rodzaj    |
| ------- | ----------- | --------- |
| 0600020 | Pod Łowcami | część wsi |
| 0600036 | Zastawie    | część wsi |

Paweł Gołąbek h. Gryf wziął Zamiechów w dziale po ojcu i dał początek domom Zamiechowskich i Kaszyckich.
Wieś położona w powiecie przemyskim, była własnością Walentego Ligowskiego, została spustoszona w czasie najazdu tatarskiego w 1672 roku. W latach 1975–1998 miejscowość administracyjnie należała do województwa przemyskiego.